# Neiman Marcus
Pour les articles homonymes, voir Marcus.
Le groupe Neiman Marcus est une chaîne commerciale présente aux États-Unis, fondée le 10 septembre 1907 par Herbert Marcus, Sr, sa sœur Carrie Marcus Neiman et son époux A. L. Neiman venus d'Atlanta, Géorgie.

## Histoire
À cause de la pandémie de Covid-19, fin mars 2020, le groupe a cessé de recevoir des marchandises et a mis à pied plus de 14 000 employés. Le 7 mai 2020, le groupe s'est placé sous la protection de l'article 11 de la loi américaine sur les faillites,,.
En juillet 2024, Saks Fifth Avenue annonce l'acquisition de Neiman Marcus pour 2,65 milliards de dollars.

## Activité
Ce groupe opère actuellement sous le nom Neiman Marcus Group. Il est composé de cinq détaillants de luxe ; Neiman Marcus, Bergdorf Goodman, Last Call, Horchow et Mytheresa.
Le siège social de cette compagnie se trouve à Dallas, Texas.